# Шефер, Хантер
Ха́нтер Ше́фер (англ. Hunter Schafer, род. 31 декабря 1998, Трентон, Нью-Джерси, США) — американская актриса, модель, художница и активистка.
В 2019 году она дебютировала как актриса, сыграв одну из главных ролей в сериале HBO «Эйфория».

## Биография
Шефер родился в Трентоне, Нью-Джерси, в семье Кэти и Мака Шеферов. Его отец — пресвитерианский священник, и их семья переезжала между церквями и общинами в Нью-Джерси, Аризоне и, наконец, в Роли, Северная Каролина. У Шефер есть две сестры и брат.
В 2016 году, ещё не окончив школу, он протестовал против инициативы штата Северная Каролина, так называемого Закона о конфиденциальности и безопасности общественных учреждений, в частности туалетов, также известного как туалетный закон (англ. bathroom bill). В выпускном классе, уже после перехода, Шефер стала полуфиналисткой программы президентских стипендиатов США. В 2017 году она окончила программу изобразительного искусства средней школы в Школе искусств Северной Каролины.
Шефер планировала учиться в Центральном колледже искусства и дизайна имени Святого Мартина в Лондоне, но отложила поступление после окончания школы, чтобы сосредоточиться на карьере.
Участвовала в показах Dior, Miu Miu, Versus, Рика Оуэнса, Хельмута Ланга, Томми Хилфигера, Maison Margiela, Веры Вонг, Марка Джейкобса, Эмилио Пуччи, Анн Демельмейстер, Эрдема и других домов моды. Teen Vogue включила Шефер в свой список «21 до 21» и ей была предоставлена возможность принять участие в интервью с бывшим сенатором и госсекретарём США Хиллари Клинтон. В 2019 году Шефер получила роль в сериале «Эйфория».
В июне 2020 года, в честь 50-летия первого ЛГБТ-парада, Queerty назвал Шефер в числе 50 героев, «ведущих нацию к равенству, принятию и достоинству для всех людей». В 2021 году журнал Time включил eё в список «100 новых лидеров, которые формируют будущее», а Зендея написала ей посвящение. В декабре 2023 года стало известно, что актриса исполнит одну из ролей в хоррор-игре OD от создателя Metal Gear и Death Stranding Хидео Кодзимы.

## Личная жизнь
Шефер — трансгендерная женщина. В интервью она сказала: «Интернет спас меня — я могла зайти на YouTube и посмотреть, как люди совершали „переход“, увидеть себя в них». Переход произошёл после того, как в девятом классе ему поставили диагноз «дисфория». Шефер заявила: «Я хочу, чтобы люди знали, что я не цис-девочка, потому что это не то, чем я являюсь или чувствую себя такой. Я горжусь тем, что я трансгендер». В 2019 году Шефер сказала, что она «ближе к тому, что можно назвать лесбиянкой». В декабре 2021 года она заявила в Твиттере, что её сексуальность — «би или пан или что-то в этом роде».
С февраля 2022 по июль 2023 года встречалась с коллегой по «Эйфории» Домиником Файком.

## Фильмография
| Год          |   | Русское название                               | Оригинальное название                              | Роль        |
| ------------ | - | ---------------------------------------------- | -------------------------------------------------- | ----------- |
| 2019 — н. в. | с | Эйфория                                        | Euphoria                                           | Джулс Вон   |
| 2023         | ф | Голодные игры: Баллада о змеях и певчих птицах | The Hunger Games: The Ballad of Songbirds & Snakes | Тигрис Сноу |
| 2024         | ф | Кукушка                                        | Cuckoo                                             | Гретхен     |
| 2024         | ф | Виды доброты                                   | Kinds of Kindness                                  | Анна        |
| 2025         | ф | Мать Мария                                     | Mother Mary                                        | Хильда      |
|              | с | Бегущий по лезвию 2099                         | Blade Runner 2099                                  | Кора        |